# Round Mountain (Texas)
Pour les articles homonymes, voir Round Mountain.
Round Mountain est une petite ville située au nord du comté de Blanco, au Texas, aux États-Unis,.

## Démographie
Lors du recensement de 2010, la ville comptait une population de 181 habitants. Elle est estimée, le 1er juillet 2019, à 201 habitants.

### Source de la traduction
- (en) Cet article est partiellement ou en totalité issu de l’article de Wikipédia en anglais intitulé « Round Mountain, Texas » (voir la liste des auteurs).